# Бристъл (Кънектикът)
Вижте пояснителната страница за други значения на Бристъл.
Бристъл (на английски: Bristol, в по-старата литература и Бристол, произнася се [ˈbrɪstəl]) е град в щата Кънектикът, САЩ. Бристъл е с население от 60 477 жители (2010 г.) и обща площ от (69,40 км²) (26,80 мили²). Намира се на 175,81 км (109,88 мили) североизточно от град Ню Йорк и на 190,06 км (118,79 мили) югозападно от Бостън.

## Побратимени градове
- Кожани, Гърция
- Бурао, Сомалиленд